# Mariä Opferung (Osterwarngau)

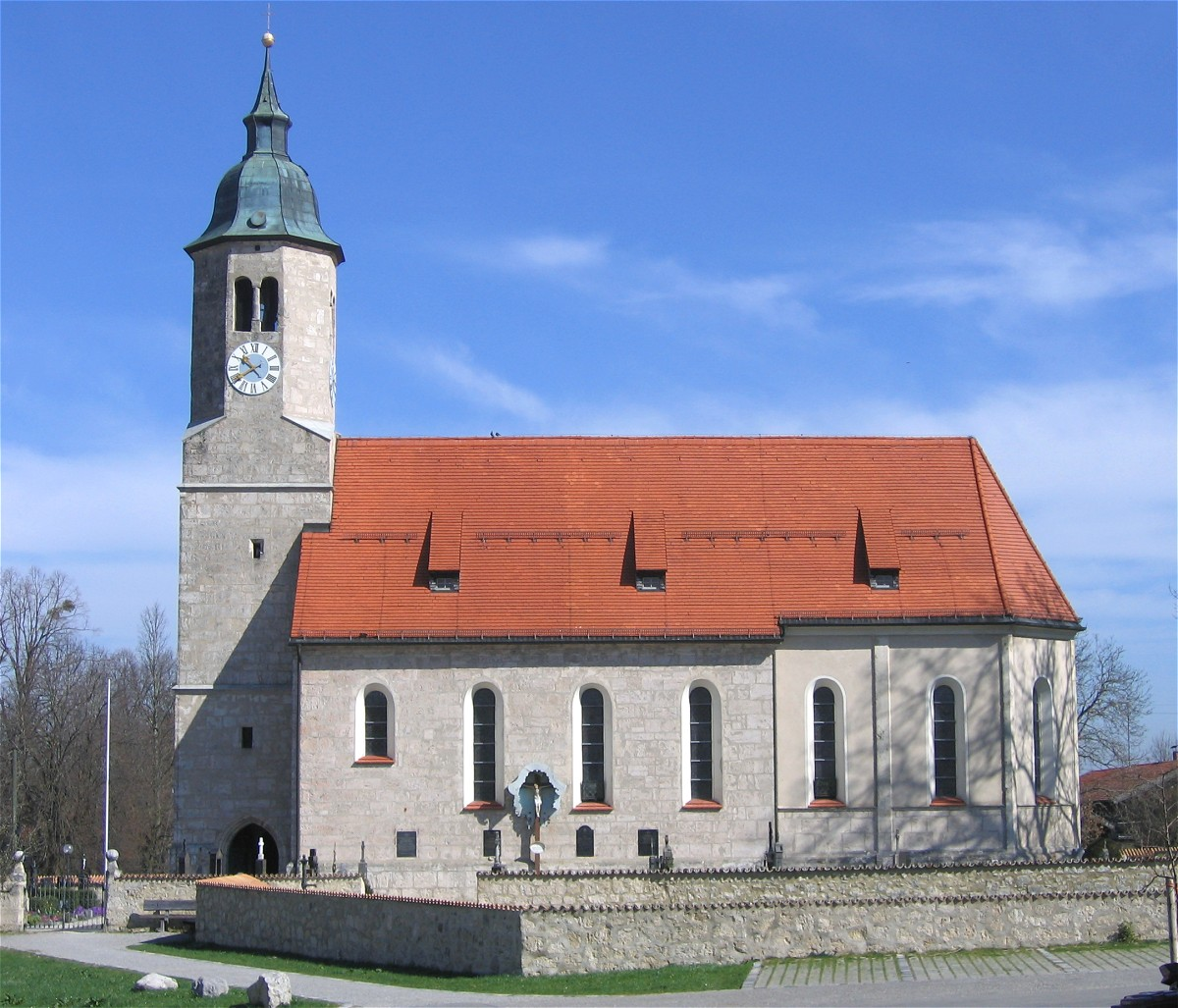
Mariä Opferung in Osterwarngau

Die römisch-katholische Kirche Mariä Opferung steht in Osterwarngau, einem Gemeindeteil von Warngau im oberbayerischen Landkreis Miesbach. Die Kirche steht unter Denkmalschutz und ist in der Liste der Baudenkmäler in Warngau unter der Nr. D-1-82-136-59 eingetragen. Sie ist eine Filialkirche der Pfarrei St. Georg im Pfarrverband Holzkirchen-Warngau (Dekanat Miesbach, Erzbistum München und Freising).

## Gebäude
Die um 1500 durch das Kloster Tegernsee errichtete ehemalige Wallfahrtskirche fiel um 1596 an das Kloster Weyarn. Es ist eine um 1782 barock umgestaltete und nach Westen verlängerte spätgotische Saalkirche aus Quadermauerwerk. Sie besteht aus dem Langhaus zu vier Jochen mit zwei Emporen übereinander im Westen, dem eingezogenen, dreiseitig geschlossenen Chor im Osten, der Sakristei an der Nordwand des Chors und dem Fassadenturm auf quadratischem Grundriss im Westen, dessen achteckiges Obergeschoss die Turmuhr und den Glockenstuhl enthält. Bei einem orkanartigen Sturm wurde 1822 die Turmspitze abgerissen und durch eine Welsche Haube ersetzt. Einschließlich Turm ist die Kirche 30 Meter lang und 13 Meter breit. In den Jahren 1981/82 wurde sie außen und von 1996 bis 1999 innen renoviert.

## Glocken
Die Kirche hat drei Glocken mit den Namen St. Maria, St. Josef und St. Anna, die im Akkord es, g, b klingen. Sie sind 1000 kg, 550 kg und 300 kg schwer und wurden 1949 gegossen, nachdem die Vorgängerinnen im Zweiten Weltkrieg hatten abgegeben werden müssen.

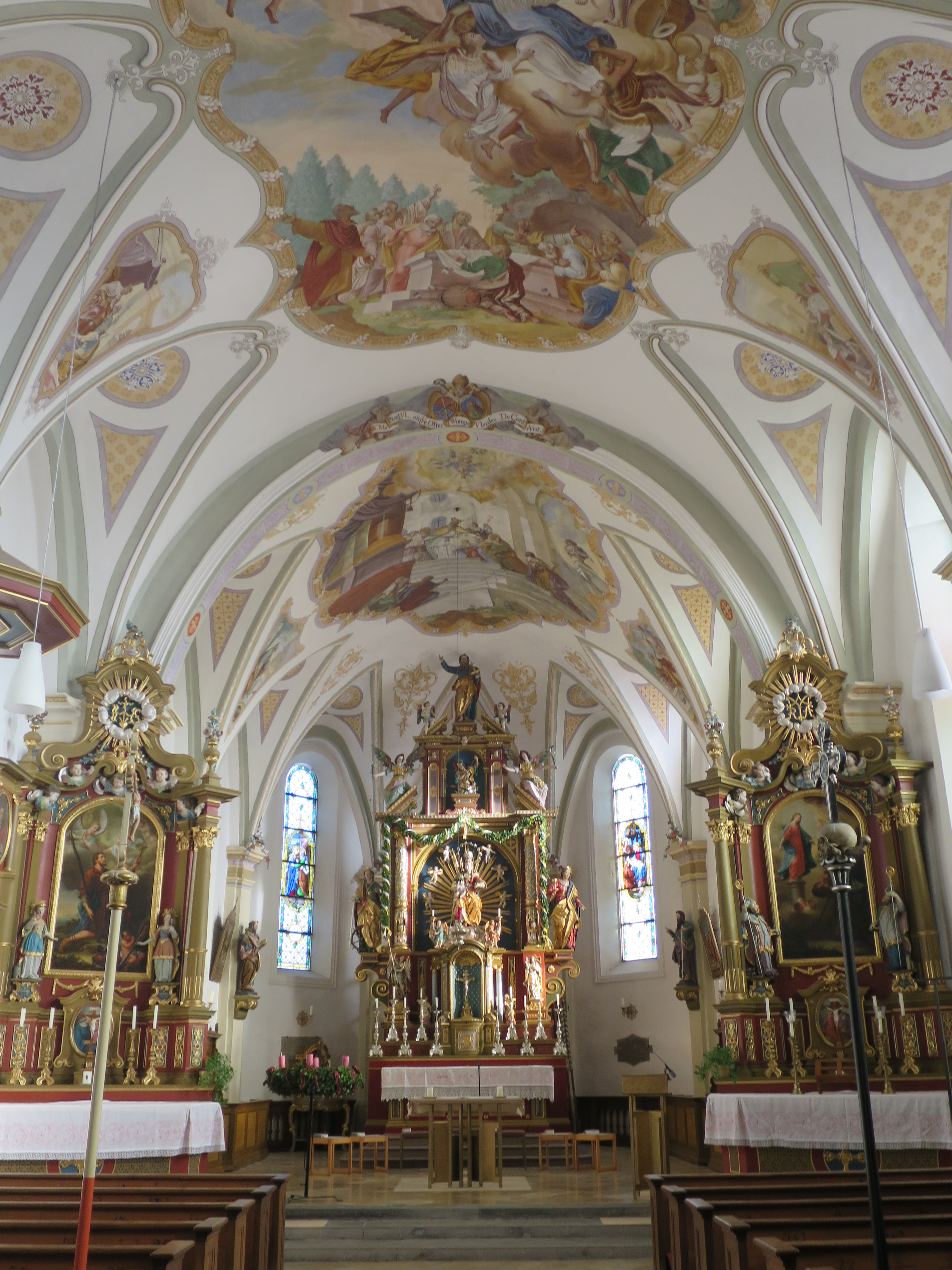
Altäre

## Innenraum und Ausstattung
Der Innenraum ist mit einem Stichkappengewölbe überspannt. In den Fresken der Decke ist die im apokryphen Jakobusevangelium überlieferte Legende von Mariä Tempelgang (auch Mariä Opferung) dargestellt, nach der die Kirche benannt ist: Demnach wurde die dreijährige Maria von ihren Eltern Joachim und Anna in den Tempel nach Jerusalem gebracht, damit das Kind unter den Tempeljungfrauen erzogen werden konnte. Das zweite Fresko ist ein Bild der Aufnahme Mariens in den Himmel. In den Fensterzwickeln sind Szenen aus dem Alten Testament gemalt, unter anderem, wie die Tochter des Pharao den in einem Binsenkörbchen ausgesetzten Mose findet (Ex 2,1−10 ).
Der Hochaltar wurde 1618 aufgestellt. Er wird von den Skulpturen der heiligen Katharina von Alexandrien mit dem zerbrochenen Rad als Attribut und der heiligen Barbara flankiert. Zentrales Bild ist eine sitzende, gekrönte Muttergottesstatue mit Jesuskind im Strahlenkranz, umgeben von vielen kleinen Engeln. In einer Nische des Altarauszugs ist St. Georg zu sehen, und darüber steht eine Figur Gottvaters mit Weltkugel. 
Die Gemälde in den Retabeln der spätbarocken Seitenaltäre schuf Christian Wink. In dem linken Altar ist der heilige Christophorus dargestellt; neben dem Bild steht links eine Skulptur der heiligen Barbara und gegenüber der heiligen Apollonia von Alexandria. In dem Gemälde des rechten Altars ist es Jakobus der Ältere vor der Gottesmutter. Die Begleitfiguren stellen den heiligen Korbinian und den heiligen Wolfgang dar. Die Assistenzfiguren beider Seitenaltäre sind Werke von Joseph Götsch.
Am Kanzelkorb sind Porträts der vier Evangelisten angebracht.
Die Bleiglasfenster zeigen die Stationen oder Gesätze des freudenreichen und des glorreichen Rosenkranzes. Gemalt wurden sie 1888 von Franz Xaver Zettler.

## Orgel

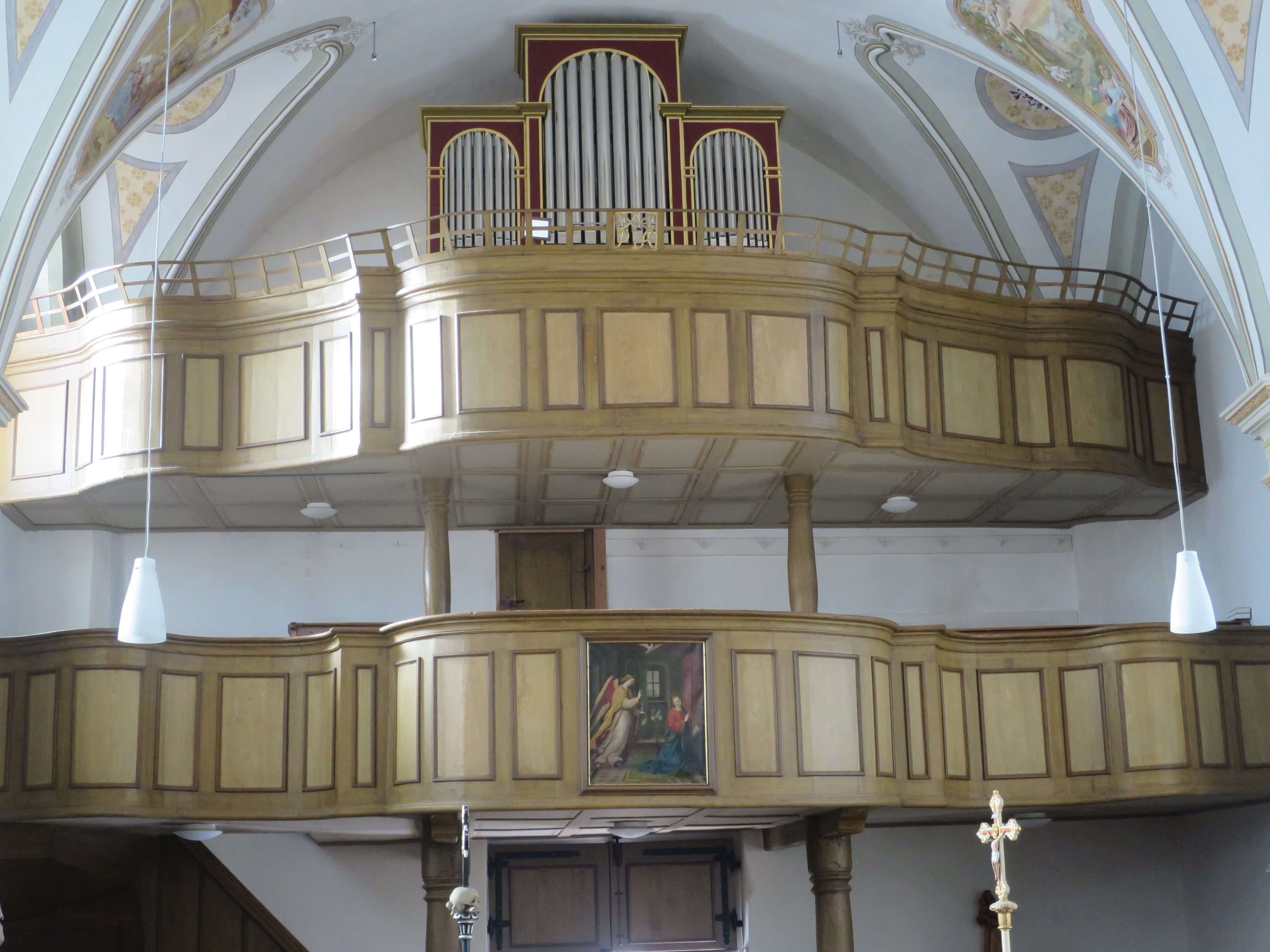
Die Schingnitz-Orgel

Im Jahr 1999 baute Orgelbaumeister Dieter Schingnitz eine neue Orgel mit 14 Registern auf zwei Manualen und Pedal, die Bischof Franz Dietl am 31. Oktober desselben Jahres weihte. Die Disposition lautet:
| I Hauptwerk |        |
| Prinzipal   | 8′     |
| Gedeckt     | 8′     |
| Oktave      | 4′     |
| Quinte      | 2 ⁄3′  |
| Waldflöte   | 2′     |
| Terz        | 1 3⁄5′ |
| Mixtur III  | 1 ⁄3′  |
| Tremulant   |        |

| II Unterwerk |    |
| Rohrflöte    | 8′ |
| Koppelflöte  | 4′ |
| Prinzipal    | 2′ |
| Oboe         | 8′ |
| Tremulant    |    |

| Pedal      |     |
| Subbaß     | 16′ |
| Gedecktbaß | 08′ |
| Fagott     | 16′ |

- Nebenregister: Kuckuck, Nachtigall

## Anmerkung
1. ↑  Als Maler der Deckenfresken wird in den dem Artikel zugrunde liegenden Quellen ein Franz Xaver Lamp aus München genannt. Es ist jedoch nicht auszuschließen, dass ein Buchstabe am Ende des Namens fehlt und es Franz Xaver Lampi war.